# 让·杜谢
让·杜谢（法語：Jean Douchet，法語：[duʃɛ]，1929年1月19日—2019年11月22日）是法国电影学者，电影史学家，影评人，导演。《电影手册》杂志编辑，法國新浪潮代表人物。

## 生平
1929年1月19日出生于法国北部小城阿拉斯。第二次世界大战后移居巴黎，1950年开始撰写影评。1957年加入《电影手册》编辑部。与、等人一同为法国电影“新浪潮”的崛起做出巨大贡献。
1963年，他因为《电影手册》编辑部内部路线斗争而离职，转而在高級電影研究學院任教。1960年代中期，杜谢还致力于组织观影活动，以及研究电影史。
2019年11月22日去世，享年90岁。

## 参演作品
| 年份   | 电影名称             | 饰演角色             |
| ------ | -------------------- | -------------------- |
| 1959年 | 《四百擊》           | 友情客串             |
| 1960年 | 《》                 | 新闻记者（友情客串） |
| 1974年 | 《塞琳和朱莉出航记》 | 配角                 |